# Чжансунь
Чжансунь (601 — 28 июля 636), известная также как императрица Вэньдэ (или полностью Вэньдэшуньшэн — «Просвещённая, добродетельная, безмятежная и святая императрица») — первая жена китайского императора Ли Шиминя (Тай-цзуна) из династии Тан, мать императора Ли Чжи (Гао-цзуна).